# 福岡市立野芥小学校
福岡市立野芥小学校（ふくおかしりつ のけしょうがっこう）は、福岡県福岡市早良区野芥7丁目にある公立小学校。

## 歴史
- 1976年（昭和51年） - 福岡市立田隈小学校から分離し開校

## 通学区域
- 大字梅林、梅林6丁目-7丁目、大字西油山、大字野芥、野芥3丁目-8丁目、田村5丁目、田隈3丁目。

## 卒業生
- 宮司愛海 - フジテレビアナウンサー

## 交通
- 福岡市交通局七隈線野芥駅から徒歩15分。
- 福岡市交通局七隈線賀茂駅から徒歩20分。